# Valle de Neiba
Valle de Neiba är en dal i Dominikanska republiken. Den ligger i den sydvästra delen av landet, 150 km väster om huvudstaden Santo Domingo.